# Rurale geografie

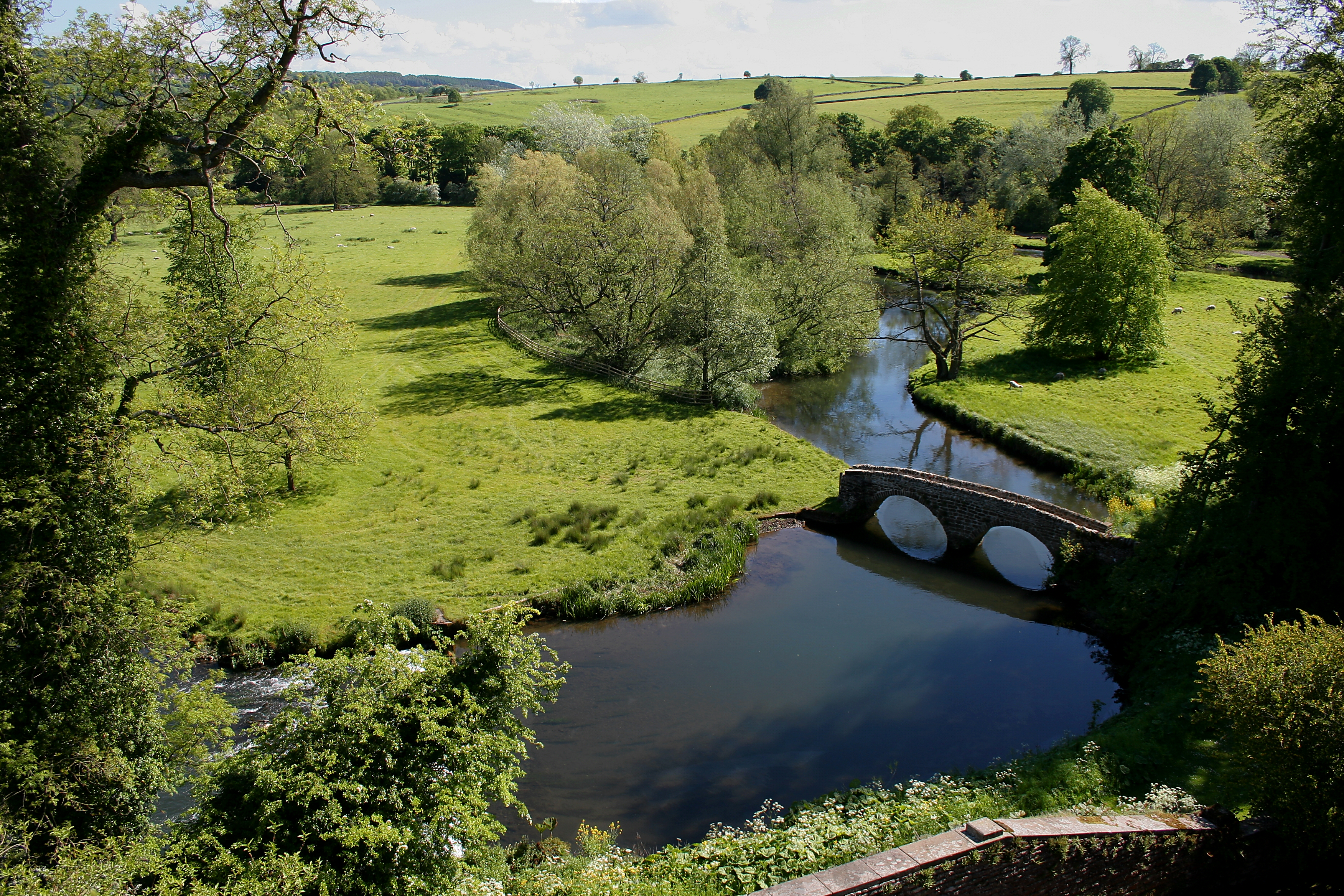
Stereotiep platteland in Derbyshire.

Rurale geografie (ook wel plattelandsgeografie of geografie van het landelijk gebied) is een onderdeel van de sociale geografie. Rurale geografie is de studie van de ruimtelijke aspecten van de sociale, economische en culturele organisatie in landelijke gebieden. Het toepassingsgebied van de rurale geografie is vrijwel beperkt tot de landelijke gebieden in de westerse wereld. Plattelandsproblemen in bijvoorbeeld ontwikkelingslanden worden bestudeerd door specialisten uit andere geografische deelwetenschappen.
Door de ingrijpende veranderingen in de landelijke gebieden was de oudere naam agrarische geografie of geografie van de landbouw te beperkt om recht te doen aan de ruimtelijke ontwikkelingen.

## Agrarische geografie
Voor 1970 was de term rurale geografie niet gebruikelijk en werd er gesproken van agrarische geografie of geografie van de landbouw. Hendrik Jacob Keuning definieerde agrarische geografie als 'de verscheidenheid van agrarische bedrijven in de onderscheiden delen van de aarde als het ruimtelijk gedifferentieerde resultaat van een samenspel van natuurlijke en menselijke factoren'. Zo bezien heeft de agrarische geografie een sterk economische inslag.
Het onderzoek in de traditionele agrarische geografie richtte zich op de ontwikkeling van nederzettingsvormen op het platteland, de ruimtelijke variatie in agrarische bedrijfstypen en gewassen, de relatie tussen landgebruik en de fysiek-ruimtelijke kenmerken in een bepaald gebied en de spreiding van gewassen en agrarische technieken in de loop der eeuwen. Veel aandacht was er ook voor het ontwerpen van classificaties (regionalisaties) van agrarische gebieden op nationale en mondiale schaal.
De verklaring voor de ruimtelijke verscheidenheid in de agrarische bedrijvigheid kon worden gezocht in het natuurlijk milieu of in de sociaaleconomische omstandigheden waaronder de bedrijfsvoering plaatsvond. Naarmate de bedrijfsvoering meer en meer verweven raakte met het totale (inter)nationale economische systeem, werd het afzonderlijk bestuderen van de agrarische bedrijfstak minder zinvol. Het onderzoek werd uitgebreid tot de gehele productiekolom of anders gezegd tot agribusiness-complexen: 'de verzameling activiteiten die gericht is op het produceren en distribueren van inputs voor agrarische bedrijven, op het productieproces van de agrarische bedrijven zelf en op het distribueren van de agrarische output, al of niet nadat deze is be- of verwerkt' . Het gaat om activiteiten van agrarische bedrijven, maar ook van transportbedrijven, proefstations, voorlichtingsdiensten, loonbedrijven, zuivelindustrie etc.

## De transformatie van het landelijk gebied
De landelijke gebieden van Europa zijn sinds de Tweede Wereldoorlog onderworpen aan ingrijpende veranderingen. Er kwam een proces van hernieuwde afstemming van ruimteclaims voor landbouw, wonen, recreatie, toerisme, natuur, infrastructuur en bedrijvigheid op gang. In landelijke gebieden werden niet-agrarische functies steeds belangrijker.
Terugtredende overheid, internationale vrijhandel en milieuproblemen zorgden voor drastische veranderingen in de landbouwstructuur. In sommige delen van Europa dreigde zo marginalisering van de landbouw en ontvolking. Daarnaast werden landelijke gebieden steeds meer een deel van het verstedelijkte deel van Europa. Grote delen van het platteland vormen nu een deel van de activiteitenruimte van de stedelijke bevolking, terwijl de steden steeds meer deel uitmaken van de leefsfeer van de oorspronkelijke plattelandsbevolking. Het platteland kreeg nieuwe economische dragers, zij het niet overal. Toerisme en recreatie, wonen, allerlei vormen van dienstverlening, industrie en natuur werden steeds belangrijker. In het beleid ging men spreken van verbrede plattelandsontwikkeling.

## Rurale geografie
Hoewel landelijke gebieden steeds meer verstedelijken, blijven ze op een aantal punten verschillen van stadsgebieden. De bevolkingsdichtheid is geringer, het ruimtegebruik is extensief en de nederzettingen zijn relatief klein van omvang. Dit resulteert in morfologisch-ruimtelijke verschillen tussen landelijke en stadsgebieden en rechtvaardigt het bestaan van rurale geografie.
Aanvankelijk hadden ruraal geografen veel aandacht voor de (veronderstelde) achterstand die plattelandsbewoners zouden hebben op stedelingen. Vraagstukken als en gebrekkige voorzieningenstructuur, slechte bereikbaarheid en leefbaarheid waren favoriete onderzoeksthema’s bij de bestudering van de problematiek van de kleine kernen.
In de jaren 80 en '90 kwam de plattelandsproblematiek weer prominent op de politieke agenda. Plattelandsvernieuwing werd in Nederland een speerpunt van het overheidsbeleid. Een voorbeeld daarvan is het in 2004 gelanceerde Meerjarenprogramma Vitaal Platteland van het Ministerie van Landbouw, Natuur en Voedselkwaliteit (LNV). Op Europees niveau ontstond het LEADER programma, een experimenteel programma waarmee sociaaleconomische impulsen op gebiedsniveau werden gegeven.
Met het verminderen van het belang van de agrarische sector als dominante sociaaleconomische functie, richt de aandacht van het ruraal-geografische onderzoek zich nu op de betekenis van de rurale herstructurering. Onderzoekers zijn geïnteresseerd in de verschuiving van een productie- naar een postproductie-platteland.
Er is een nieuwe activiteitenmix ontstaan in de landelijke gebieden en een van de actuele onderzoeksvragen is in hoeverre dit bijdraagt aan een duurzame ontwikkeling en/of aan het behoud van kwetsbare natuur- en cultuurlandschappen. Een ander onderzoeksthema betreft de nieuwe machtsrelaties in de plattelandsnetwerken. Met een grote verscheidenheid aan functies en activiteiten is ook een grote differentiatie in belangengroepen ontstaan. Elke groep (landbouw, natuur, recreatie, cultuurhistorie etc.) hecht een bepaalde betekenis aan het platteland. Kort gezegd: het platteland is niet langer van de boer, maar de vraag is van wie dan wel?
Moderne ruraal geografen beschouwen de begrippen platteland en ruraal als sociale constructies, waarvan de betekenis wisselt naar tijd, plaats en belang. Onderzoek van Groningse ruraal geografen laat zien dat er een veelheid van zogenaamde plattelandsrepresentaties aanwezig is. Uit een aantal grootschalige enquêtes bkijkt dat de top-4 van de belangrijkste associaties met het begrip platteland was: ruimte, rust, boerderijen en koeien. Volgens dezelfde respondenten kende Nederland nog maar weinig echt platteland in 2000. Het weinige echte platteland dat er nog zou zijn, zou dan in het noorden van Nederland liggen.
Ruraal geografisch onderzoek is tegenwoordig meer dan ooit multidisciplinair van aard. Er wordt met ruraal sociologen en ruraal economen gewerkt aan dezelfde vraagstukken. Voor sommigen is het daarom beter te spreken van rurale studies.